# Halte Onze Lieve Vrouwe ter Nood
Station Onze Lieve Vrouwe ter Nood was een spoorweghalte tussen Castricum en Heiloo aan de spoorlijn Amsterdam–Den Helder waar alleen een aantal keer per jaar enkele stoptreinen een extra stop maakten voor bedevaartgangers naar de nabijgelegen kapel van Onze Lieve Vrouwe ter Nood.
De halte werd geopend in 1914 onder de naam Runxputte. Het eerste perron is halverwege de jaren 1990 gesloopt. In 2013 plaatste ProRail een hek, waardoor het perron niet meer bereikbaar was. Bij de volgende stop konden de reizigers niet meer van het perron af en moesten noodgedwongen een eind langs het spoor lopen. Hierna is de halte opgeheven, al ligt het perron richting Heiloo er nog. Per 1 oktober 2013 worden in plaats van de trein bussen ingezet tussen Castricum en het heiligdom.
Er werd hooguit enkele keren per maand gestopt bij het station, en alleen bij bijzondere diensten (in het kader van bedevaarten) in de kapel.
Er stopte bij zo'n gelegenheid één trein vóór de dienst, en een na de dienst. Na verwijdering van het eerste perron halteerden beide treinen in de richting Alkmaar, omdat aan de andere kant geen perron was, noch een mogelijkheid om van spoor te wisselen.

## Treinseries
In 2009 stopte de sneltrein uit Haarlem naar Alkmaar - Hoorn bij deze halte, met uitzondering van zondag. Dan stopte de sprinter uit Almere - Amsterdam - Zaandam naar Alkmaar bij deze halte.